# Platycleis
Platycleis je rod hmyzu popsaný Fieberem v roce 1852, patří do čeledi kobylkovití (Tettigoniidae).
Druhy tohoto rodu jsou rozšířeny v Evropě, na severu Afriky a v Asii.
Samci Platycleis affinis, jednoho z druhů tohoto rodu, mají v poměru ke zbytku těla největší varlata na světě.

## Druhy
- Platycleis (Alticolana) Zeuner, 1941
  - Platycleis alticola (Tarbinsky, 1930)
  - Platycleis atroflava (Bei-Bienko, 1951)
  - Platycleis crassipes (Bei-Bienko, 1951)
- Platycleis (Decorana) Zeuner, 1941
  - Platycleis arabica Popov, 1981
  - Platycleis buxtoni (Uvarov, 1923)
  - Platycleis capitata Uvarov, 1917
  - Platycleis concinna (Walker, 1869)
  - Platycleis decorata Fieber, 1853
  - Platycleis drepanensis Massa, Fontana & Buzzetti, 2006
  - Platycleis himalayana (Ramme, 1933)
  - Platycleis kabila (Finot, 1893)
  - Platycleis seniae Finot, 1893
  - Platycleis tripolitana Fontana & Massa, 2009
- Platycleis (Eumetrioptera) Miram, 1935
  - Platycleis beybienkoi Bezukin, 1978
  - Platycleis crassa (Mishchenko, 1949)
  - Platycleis mistshenkoi Bekuzin, 1961
  - Platycleis monochroma (Bei-Bienko, 1947)
  - Platycleis obuchovae (Mishchenko, 1949)
  - Platycleis pavlovskyi (Miram, 1935)
- Platycleis (Modestana) Beier, 1955
  - Platycleis ebneri (Ramme, 1926)
  - Platycleis kraussi Padewieth, 1900
  - Platycleis modesta (Fieber, 1853)
- Platycleis (Parnassiana) Zeuner, 1941
  - Platycleis chelmos Zeuner, 1941
  - Platycleis coracis (Ramme, 1921)
  - Platycleis dirphys Willemse, 1980
  - Platycleis fusca Brunner von Wattenwyl, 1882
  - Platycleis gionica (La Greca & Messina, 1976)
  - Platycleis menalon (Willemse, 1975)
  - Platycleis nigromarginata Willemse & Willemse, 1987
  - Platycleis panaetolikon (Willemse, 1980)
  - Platycleis parnassica (Ramme, 1926)
  - Platycleis parnon (Willemse, 1980)
  - Platycleis tenuis Heller, 1988
  - Platycleis tymphiensis Willemse, 1973
  - Platycleis tymphrestos (Zeuner, 1941)
  - Platycleis vicheti (Delmas & Rambier, 1950)
- Platycleis (Platycleis) Fieber, 1853
  - Platycleis affinis Fieber, 1853
  - Platycleis albopunctata (Goeze, 1778)
  - Platycleis alexandra (Uvarov, 1927)
  - Platycleis burri Uvarov, 1921
  - Platycleis concii Galvagni, 1959
  - Platycleis curvicauda Podgornaya, 1988
  - Platycleis deminuta Fruhstorfer, 1921
  - Platycleis elytris Uvarov, 1910
  - Platycleis escalerai Bolívar, 1899
  - Platycleis falx (Fabricius, 1775)
  - Platycleis fatima Uvarov, 1912
  - Platycleis iberica Zeuner, 1941
  - Platycleis iljinskii Uvarov, 1917
  - Platycleis intermedia (Serville, 1838)
  - Platycleis irinae Sergeev & Pokivajlov, 1992
  - Platycleis kabulica Bei-Bienko, 1967
  - Platycleis kashmira (Uvarov, 1930)
  - Platycleis latitabunda Stolyarov, 1968
  - Platycleis longicauda Tarbinsky, 1930
  - Platycleis longis Uvarov, 1910
  - Platycleis meridiana Stolyarov, 1969
  - Platycleis pamirica (Zeuner, 1930)
  - Platycleis pathana Zeuner, 1941
  - Platycleis ragusai Ramme, 1927
  - Platycleis romana Ramme, 1927
  - Platycleis sabulosa Azam, 1901
  - Platycleis sogdiana Mishchenko, 1954
  - Platycleis trivittata Bei-Bienko, 1951
  - Platycleis turanica Zeuner, 1930
  - Platycleis umbilicata Costa, 1885
  - Platycleis waltheri Harz, 1966
  - †Platycleis speciosa Heer, 1865
- Platycleis (Semenoviana) Zeuner, 1941
  - Platycleis afghana (Ramme, 1939)
  - Platycleis plotnikovi Uvarov, 1914
  - Platycleis similis (Tarbinsky, 1930)
  - Platycleis tadzhika (Bei-Bienko, 1933)
  - Platycleis tamerlana (Saussure, 1874)
  - Platycleis tricarinata (Tarbinsky, 1930)
- Platycleis (Sepiana) Zeuner, 1941
  - Platycleis sepium (Yersin, 1854)
- Platycleis (Sporadiana) Zeuner, 1941
  - Platycleis sporadarum Werner, 1933
- Platycleis (Squamiana) Zeuner, 1941
  - Platycleis ankarensis (Karabag, 1950)
  - Platycleis irritans Ramme, 1951
  - Platycleis kurmana (Ramme, 1951)
  - Platycleis melendisensis Çiplak, 2002
  - Platycleis salmani Çiplak, 2002
  - Platycleis sinuata Ramme, 1951
  - Platycleis squamiptera Uvarov, 1912
  - Platycleis weidneri Demirsoy, 1974
- Platycleis (Yalvaciana) Çiplak, Heller & Demirsoy, 2002
  - Platycleis yalvaci (Demirsoy, 1974)

## Galerie

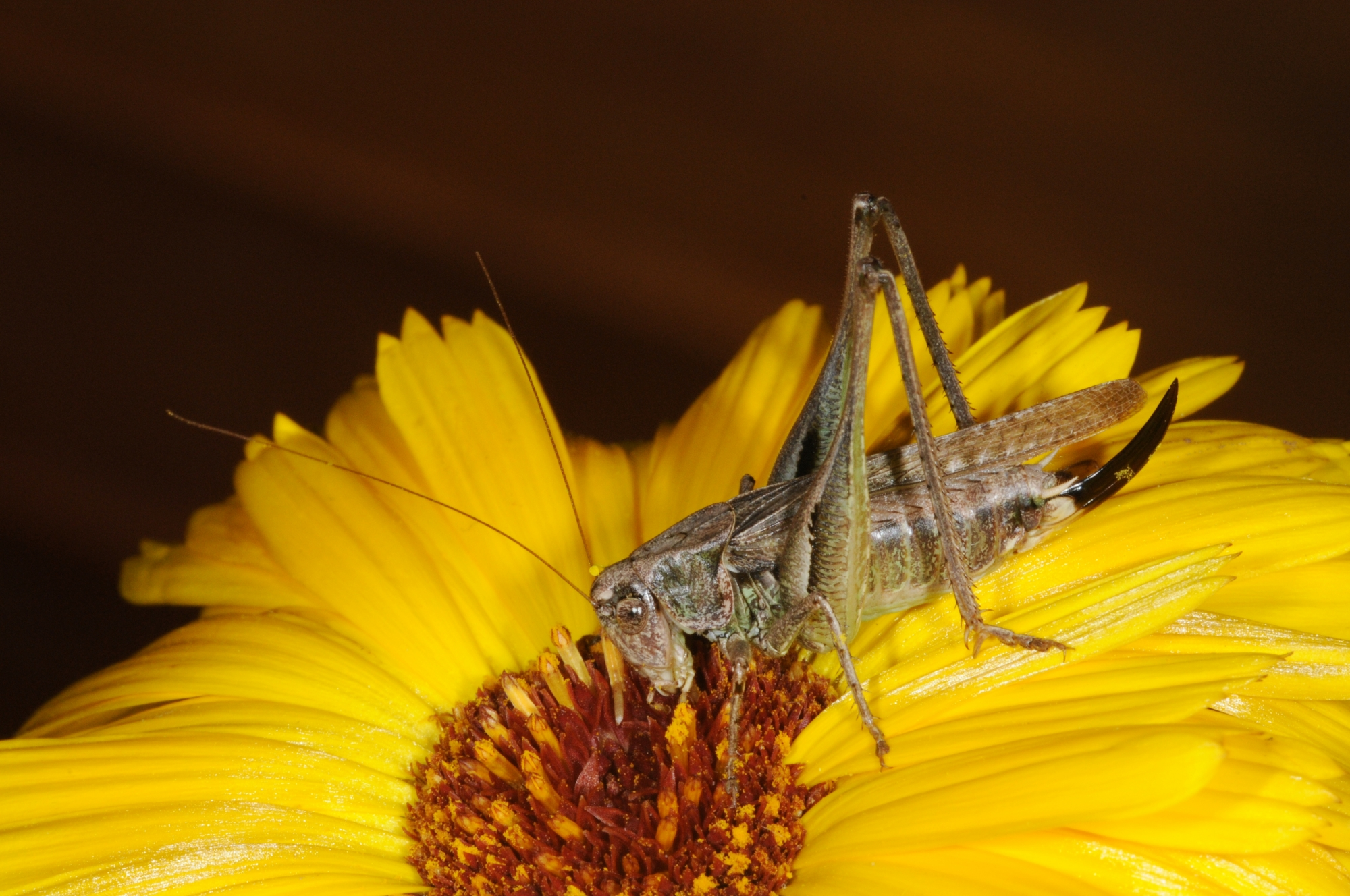
Platycleis albopunctata female
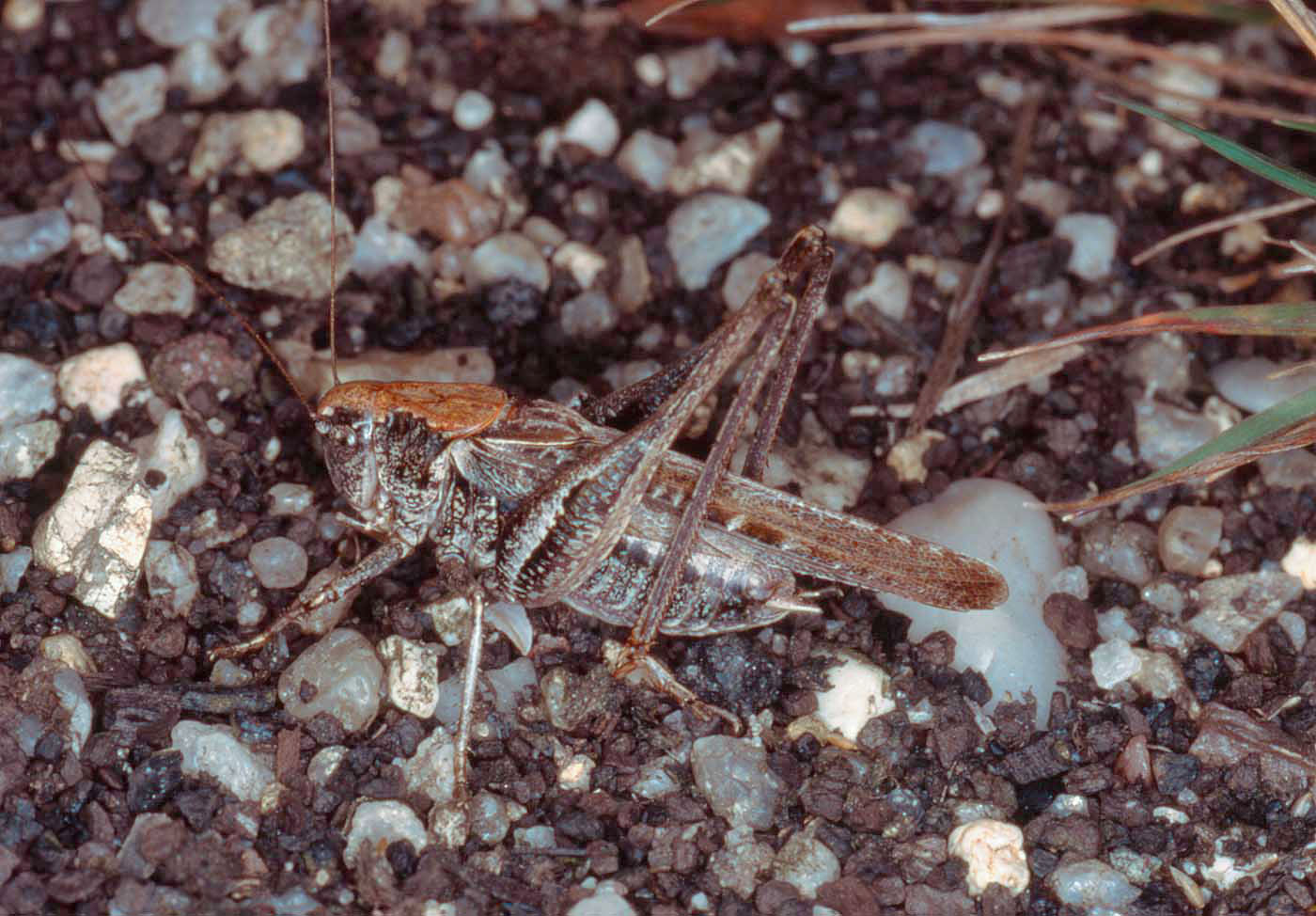
Platycleis albopunctata male
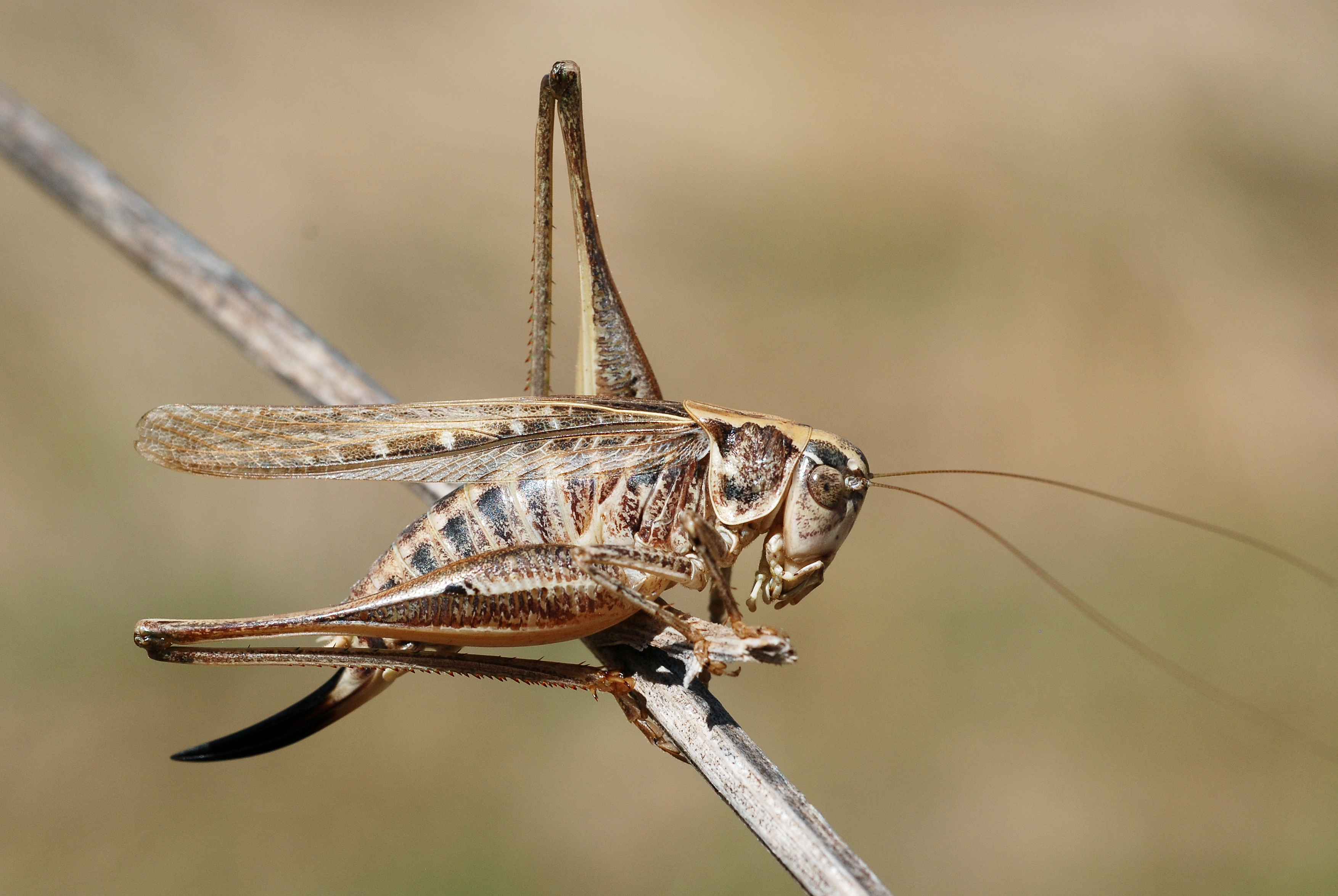
Platycleis affinis
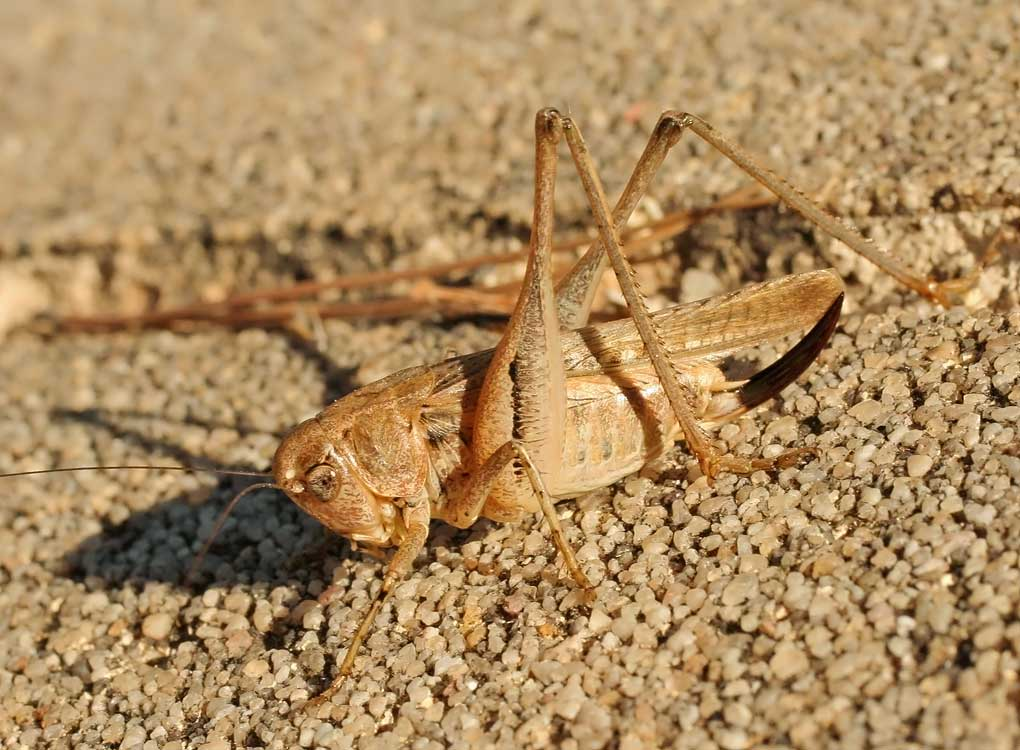
Platycleis sabulosa
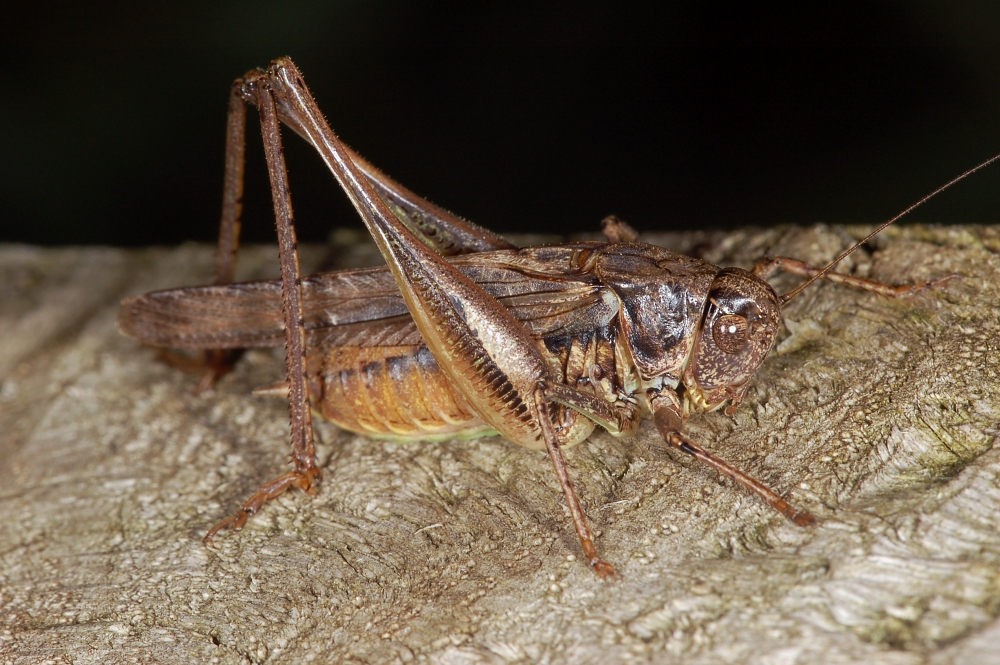
Platycleis tessellata